# Castellgermà
Castellgermà fou un poble del municipi de Sarroca de Bellera, a la comarca del Pallars Jussà. Formava part del terme primitiu de Sarroca de Bellera. Està despoblat des de molt antic. S'hi troben encara algunes ruïnes del Castell de Castellgermà i una petita ermita, la Mare de Déu de Castellgermà.
Està situat a 2,3 km. en línia recta al nord-oest del seu cap de municipi. Per poder-hi accedir, des de Sarroca de Bellera cal seguir cap al nord-oest la carretera L-521, i, al cap d'1 quilòmetre, quan està a punt d'entroncar amb la N-260, surt cap al nord una pista rural asfaltada que mena al Xerallo en uns 600 metres. De Xerallo cal continuar cap al nord, i en uns 750 metres més s'arriba sota mateix del turó on hi hagué el castell de Castellgermà.
L'accés a Castellgermà és per un caminet que hi puja fàcilment des de les darreres cases –les més altes– d'una urbanització que hi ha al començament de la carretera de les Esglésies, a la dreta del riu, a ponent.
La senyoria del lloc, que el 1381 consta amb 3 focs (uns 15 habitants), consta del segle xiv al del segle xix, a l'extinció dels senyorius, en mans dels Erill.